# Rhyniella praecursor
Rhyniella praecursor (лат.) — древнейшее известное шестиногое. Окаменелости найдены в 1919 году в райниевом кремне, датируются ранним девонским периодом, около 410 млн лет назад.
Вид был описан в 1926 году. Родовое название образовано от названия райниевого кремня, видовое означает «предшественник».
В 1928 году Роберт Тилльярд обнаружил, что в первоначальном описании к останкам Rhyniella praecursor причислялась голова другого шестиногого, которое Тилльярд описал как Rhyniognatha hirsti.
Около 10 новых образцов Rhyniella praecursor, включая ноги и торакс, были описаны в 1940 году. В 1981 году были описаны абдомен и фуркула.
В классификации Rhyniella praecursor достаточно надёжной можно считать только принадлежность к ногохвосткам, попытки отнести вид к какому-либо из современных отрядов или семейств не имеют широкого признания.
Rhyniella достигала в длину 1—2 мм. Была детритофагом, то есть питалась мёртвым органическим материалом.